# 本城惣右衛門
本城 惣右衛門（ほんじょう そうえもん）は、戦国時代から江戸時代にかけての武士。名は有介。「本城惣右衛門覚書」（以下、覚書）の筆者として知られる。

## 人物
生前の資料に乏しく、家系・出自については不明。ただし、覚書に「むかしハ山だち（山立ち＝山賊）、がんどう（強盗）ばかりにて、くらし申候」と述懐しており、覚書の発見者である林若樹は身分の低い野武士であったとしている。白峰旬は本城惣右衛門には名字があり、本能寺の変で明智方の先手の一人であったこと、大坂夏の陣では馬に乗っていること、越前福井藩（松平家）の重臣である荻野河内守と親しいことなどから下級武士ではないとしている。生年は、寛永17年（1640年）成立の覚書に自らの年齢を「八十九十までもいき申候」とあり、それを逆算するならば天文後期から永禄年間あたりの生まれと推測できる。初陣の記述から本城惣右衛門の生年は1558年（弘治4年）とする説がある。
若い頃は丹波国を転戦していた。初陣は17歳で、氷上郡芦田（兵庫県丹波市青垣町東芦田、西芦田）での合戦で、芦田新三郎という巨漢の武将を討ち取って功名を上げたという。その功で二村の代官に任じられたとする説があるが、本城惣右衛門が代々継承されていた名とする説では、覚書で任官されたのが「惣右衛門殿」となっていることから、代官になったのは父親とされている。丹波平定の軍を展開していた織田信長とはたびたび交戦しており、明智秀満隊との戦闘で功名を上げて8石を与えられている。丹波国内の戦いでは「惣右衛門殿」、天正7年（1579年）以後は赤井忠家の配下にいたようである。また細工所城主・荒木氏綱とは当初は轡を並べて織田軍に抵抗したのだが、氏綱は先んじて織田方へと降り、荒木軍とも一戦を交えることになっている。赤井氏は天正7年（1579年）に織田軍へ降伏した。
丹波平定後は光秀に属したらしく、天正10年（1582年）の本能寺の変では、先手として本能寺を攻撃する部隊に組み込まれていた。覚書はその際の記録として重要視されている。この時は丹波衆の野々口西太郎坊（西蔵坊）の配下であった（形式上の所属とする説がある）。その後、野々口は羽柴秀吉の配下になったようで、天正11年（1583年）秀吉の弟・秀長を主将に伊勢国亀山城の滝川雄利を攻撃した際、これに従軍している。惣右衛門も城攻めに腐心し、恩賞として革胴服を堀尾吉晴より賜っている。天正13年（1585年）の紀州征伐でも引き続き秀長軍に属し、龍神山城付近での戦いで武功を挙げ、褒美としてその戦いで捕らえた年少の男子を五人頂き、譜代の家臣とするように言われた。
秀吉没後の慶長3年（1600年）に起きた伏見城の戦いでは、西軍の増田長盛軍に所属し、当初は伏見城冠木門にて戦っていたが三方からの反撃に遭い撤退。灰崎小伝次とともに真っ先に黒金門の攻撃について勇戦し、銀10枚、知行100石、折紙（感状）の恩賞をとった。しかし直後の関ヶ原の戦いで西軍は敗戦した。最後の従軍は大坂夏の陣（八尾・若江の戦い）であり、藤堂高清軍に所属していたようで、戦後に仕官の話が出ていることから、大坂夏の陣のときにだけ配下になっていたと考えられている。大坂夏の陣で高清は当主の藤堂高虎から上野城留守居を命じられていたが、軍令に違反して出陣したため、高清配下の惣右衛門の元には番指物が渡らず、隅取紙を指物にしたという。大坂夏の陣の後、越前藩主の左近衛権中将松平忠直に出仕している。
晩年と思われる寛永17年（1640年）、覚書を執筆する。自筆とされるが、自身を三人称で書いている部分が多々あり、代筆の可能性も指摘されている。親族は、覚書の宛名に記されている本城藤左衛門・本城金左衛門・本城勘之丞がそれにあたると思われるが、続柄は不明である。これらの人物は他の資料で確認できないが、松平光通の時代の越前藩分限帳に「百五拾石　本庄三右衛門」、「百石　本庄弥大夫」という記述があり、白峰旬は本城惣右衛門の子孫である可能性があるとしている。

## 惣右衛門殿
覚書において、基本的には「我等」という一人称、もしくは自分たちのことを指す呼称を使っているが、丹波国時代の記述では「惣右衛門殿」という記述が見られる。覚書を翻刻した天理大学図書館司書の木村三四吾は自筆のために誤って書いたものであるとしている。白峰旬は「惣右衛門殿」は同じ名を名乗った父親であるとし、息子として父の配下として戦ったものであり、「我等」は自らのことであるとしている。白峰は「惣右衛門殿」の記載は丹波国内の戦いにのみ登場することから、父親は1579年（天正7年）8月以後の早い時期に死去したと推測している。郷土史家の芦田岩男は、この表記は赤井直正の甥・赤井五郎（忠家）より常に上位に記されており、崩し字が類似している「悪右衛門」を称していた赤井直正を指すものではないかとしている。
本文中にはたびたび大月氏の名前が出ており、「大月助三郎殿」という人物が「惣右衛門殿」と従兄弟であると書かれている。「惣右衛門殿」が惣右衛門の父であるとしている白峰旬は、大月氏は丹波国の国人領主の大槻氏であり、本城惣右衛門は国人領主の縁戚ではないかとしている。